# Jessica Knappett
Jessica Amy Knappett (nacida el 28 de noviembre de 1984) es una comediante, actriz y escritora inglesa. Es la creadora, escritora, productora ejecutiva y estrella de la comedia Drifters de E4, y también apareció como Lisa en The Inbetweeners Movie.

## Primeros años
Jessica Amy Knappett nació el 28 de noviembre de 1984 en Bingley, West Yorkshire. Asistió a la escuela Woodhouse Grove en el cercano Apperley Bridge antes de estudiar teatro e inglés en la Universidad de Mánchester. Fue cofundadora de Lady Garden, un grupo de sketches cómicos formado en Mánchester en 2005. El grupo actuó en el Edinburgh Fringe en 2008, 2009 y 2010. También realizaron giras por toda Inglaterra, actuando en festivales de comedia en Sheffield, Manchester y Brighton en 2008. Fueron finalistas de Hackney New Act y Laughing Horse en 2009 y ganaron un premio Argus Angel por su espectáculo en el Brighton Fringe Festival ese mismo año.

## Carrera
Knappett fue la creadora, escritora, productora ejecutiva y estrella de la comedia de situación E4 Drifters, en la que interpretó a Meg. Describió el espectáculo como una reescritura semiautobiográfica y terapéutica de su propia historia. Se repitió en Canal 4 y se puso en servicio por tres temporadas más. Knappett fue nominado para un premio de la Royal Television Society al mejor escritor de comedia y un premio de transmisión por la serie 2.
Knappett interpretó a Lisa en The Inbetweeners Movie y apareció en la película Alpha Papa de Alan Partridge y en la película para televisión Irreversible. Otros de sus créditos incluyen Drunk History para Comedy Central, Mid Morning Matters con Alan Partridge para Sky One, Twenty Twelve para BBC Two, Meet the Parents para E4 y How Not to Live Your Life y Lunch Monkeys para BBC Three. También interpretó a Carly en la serie de comedia Shedtown de BBC Radio 4 junto a Johnny Vegas. Ha grabado una serie de episodios piloto, incluido Everything Happens for No Reason, escrito por Richard Herring, junto a Noel Fielding.
Las apariciones de Knappett en programas de panel incluyen 8 de 10 gatos, Hipotético y The Last Leg. Ha escrito para The Guardian, The Independent, Glamour, ShortList y NME. Ella fue concursante de la séptima temporada del programa de juegos de comedia Taskmaster de Dave y se cayó del escenario durante una tarea en un episodio.

## Vida personal
Knappett se casó con Dan Crane en septiembre de 2016. Su primer hijo nació en 2017.

## Filmografía
| Año       | Título                             | Papel                | Notas                                       |
| --------- | ---------------------------------- | -------------------- | ------------------------------------------- |
| 2022      | Avoidance                          | Claire               | Serie                                       |
| 2021      | Rob Beckett's Undeniable           | Voice Over           | Serie 1                                     |
| 2021      | Complaints Welcome                 | Ella misma           | Serie 1                                     |
| 2021      | Outsiders                          | Ella misma           | Serie 1                                     |
| 2021      | Ghosts                             | Lucy                 | Serie 3, Episodios 2, 4 & 6                 |
| 2021      | Hypothetical                       | Ella misma           | Serie 3, Episodio 2                         |
| 2020      | Aunty Donna's Big Ol' House of Fun | Zach                 | Serie 1, Episodio 5                         |
| 2019      | Judge Romesh                       | Court clerk          | Serie 2                                     |
| 2019      | The Last Leg                       | Ella misma           | Temporada 17, Episodio 8                    |
| 2019      | Hypothetical                       | Ella misma           | Serie 1, Episodio 1                         |
| 2019      | The Russell Howard Hour            | Ella misma           | Serie 2, Episodio 8                         |
| 2019      | The Inbetweeners: Fwends Reunited  | Ella misma           |                                             |
| 2018      | The Last Leg                       | Ella misma           | The Last Leg of the Year                    |
| 2018      | Taskmaster                         | Ella misma           | Serie 7                                     |
| 2018      | Travel Man                         | Ella misma           | Ibiza                                       |
| 2018      | Sunday Brunch                      | Ella misma           | Serie 7, Episodio 30                        |
| 2018      | 8 Out of 10 Cats Does Countdown    | Ella misma           | Serie 15, Episodio 1 & Serie 16, Episodio 6 |
| 2018      | Go 8 Bit                           | Ella misma           | Serie 3, Episodio 3                         |
| 2017      | The Educatoror                     | Charlotte Baines     | Miniserie de televisión                     |
| 2017      | Alan Davies: As Yet Untitled       | Ella misma           | Serie 5, Episodio 4                         |
| 2017      | Drunk History: UK                  | Ella misma           | Serie 3, Episodio 2                         |
| 2016      | Drunk History: UK                  | Ella misma           | Serie 2, Episodio 4                         |
| 2016      | 8 Out of 10 Cats                   | Ella misma           | Serie 20, Episodio 4, Serie 19 Episodio 4   |
| 2015      | Drunk History: UK                  | Florence Nightingale | Serie, 1 Episodio 8                         |
| 2014      | Irreversible                       | Sarah                | Película de televisión                      |
| 2013      | Alan Partridge: Alpha Papa         | WPC Ruth             |                                             |
| 2013–2016 | Drifters                           | Meg                  | 24 Episodios & también creadora             |
| 2011      | The Inbetweeners Movie             | Lisa                 |                                             |
| 2011      | Coming of Age                      | Alice                | Serie 3, Episodio 8                         |
| 2011      | Lunch Monkeys                      | Becky                | Serie 2, Episodio 4                         |
| 2011      | Meet the Parents                   | Sister               | Serie 1, Episodio 1                         |